# Grupo de Forcados Amadores de Portalegre
O Grupo de Forcados Amadores de Portalegre é um Grupo de Forcados fundado em 1969, tendo sido seu Cabo fundador José Carrilho Landeiro. 
O Grupo teve origem num conjunto de estudantes do 6º ano do antigo Liceu Nacional de Portalegre. A primeira actuação decorreu na Praça de Toiros José Elias Martins, em Portalegre, a 25 de Maio de 1969, sob o comando de José Carrilho Landeiro, antigo forcado do Grupo de Forcados Amadores de Santarém.

## Cabos
1. José Carrilho Landeiro (1969; 1972 e 1974)
2. Manuel Maçãs da Silva (1970 e 1971)
3. António M. Carrilho Landeiro (1972)
4. Jaime Tavares Pinheiro (1973,1976)
5. João Farinha (1976 e 1977)
6. António José Batista (1977 e 1978; 1991-1998)
7. Fernando Coelho ( 1998-2011)
8. Francisco Paralta (2011–2018)
9. Gonçalo Louro (2011–presente)

A 10 de Fevereiro de 2018 Gonçalo Louro foi eleito novo Cabo do Grupo de Portalegre, tendo a mudança de Cabo ocorrido na tradicional corrida da Feira das Cebolas em Setembro de 2018 na Praça de Toiros de Portalegre.